# Alicia Magdalena Sintes
Alícia Magdalena Sintes (San Luis, Baleares, 1969) es doctora española en Física por la Universidad de las Islas Baleares (UIB) y catedrática de universidad en el área de Física Teórica. Su investigación se centra en el campo de la astronomía de ondas gravitacionales.

## Datos académicos e investigación
Se licenció en el año 1992 en física por la Universidad de las Islas Baleares. Obtuvo el doctorado en 1996 por la misma universidad. Continuó como becaria Marie Curie y más tarde como investigadora postdoctoral senior en el Instituto Albert Einstein, dentro del Instituto Max Planck de Alemania. Lidera el grupo de física gravitacional en la UIB y es secretaria del Instituto de Aplicaciones Computacionales y Código Comunitario (IAC3)
Sus actividades de investigación cubren el campo de la astronomía de ondas gravitacionales, siendo una experta en la puesta a punto de detectores interferométricos, en el estudio y búsqueda de estrellas de neutrones y sistemas binarios de agujeros negros.
Se unió a la Colaboración Científica LIGO (LSC) y GEO en 1997, y es miembro del consejo LIGO-LSC y del comité ejecutivo de GEO, así como del Consorcio LISA y del Equipo Científico del Telescopio Einstein. Miembro del Instituto de Estudios Espaciales de Cataluña (IEEC), el Instituto Menorquín de Estudios (IME) y es investigadora asociada Severo Ochoa en el Instituto de Física Teórica (UAM-CSIC) de Madrid.

## Méritos, reconocimientos y distinciones
- 2018 - Nombrada “Hija Predilecta de Sant Lluís”
- 2018 - Miembro de la “Selección Española de Ciencia 2018” de QUO y CSIC
- 2018 - Premio Bartomeu Oliver 2018[7] de la Obra Cultural Balear
- 2017 - Premio Ramon Llull 2017[7] del Gobierno de las Islas Baleares
- 2017 - Premio Medalla de Oro de Palma 2017[8]
- 2017 - Cogalardonada con el premio Princesa de Asturias 2017
- 2016 - Premio Jaume II 2016[9] del Consejo Insular de Mallorca
- 2016 - Galardonada junto al resto del equipo LIGO con el premio Gruber de Cosmología 2016
- 2021 - Galardonada con el VIII Premio Mujeres a Seguir en su categoría de Ciencia[10]